# Єзьорко (Ловицький повіт)
Єзьорко (пол. Jeziorko) — село в Польщі, у гміні Коцежев-Полудньовий Ловицького повіту Лодзинського воєводства.
Населення — 264 особи (2011).
У 1975-1998 роках село належало до Скерневицького воєводства.

## Демографія
Демографічна структура станом на 31 березня 2011 року:
|          | Загалом | Допрацездатний вік | Працездатний вік | Постпрацездатний вік |
| -------- | ------- | ------------------ | ---------------- | -------------------- |
| Чоловіки | 144     | 27                 | 91               | 26                   |
| Жінки    | 120     | 26                 | 64               | 30                   |
| Разом    | 264     | 53                 | 155              | 56                   |